# Sarala Devi Chaudhurani
Sarala Devi Chaudhurani (Kolkata, 9 de setembro de 1872 — Kolkata, 18 de agosto de 1845) foi uma escritora indiana. Fundou, à época, a primeira organização feminina indiana, Bharat Stree Mahamandal, em 1910, que buscava a promoção da educação para mulheres.